# Ashford, Connecticut
Ashford är en kommun (town) i Windham County i delstaten Connecticut, USA. Vid folkräkningen år 2000 bodde 4 098 personer på orten. Den har enligt United States Census Bureau en area på totalt 102,3 km² varav 1,8 km² är vatten.